# خيسوس توريس
خيسوس توريس (بالإسبانية: Jesús Torres)‏ (13 مارس 1980 في إسبانيا - ) هو لاعب كرة قدم إسباني في مركز الدفاع. لعب مع بونفيرادينا ونادي كومبوستيلا وSD Negreira ‏ وSD Ciudad de Santiago ‏ وSD Órdenes ‏ ونادي إلدنس.

## وصلات خارجية
- خيسوس توريس على موقع قاعدة بيانات كرة القدم.إي يو (الإنجليزية)